# 50033 Перельман
50033 Перельман (50033 Perelman) — астероїд головного поясу, відкритий 3 січня 2000 року.
Тіссеранів параметр щодо Юпітера — 3,315.